# Enchelycore nigricans

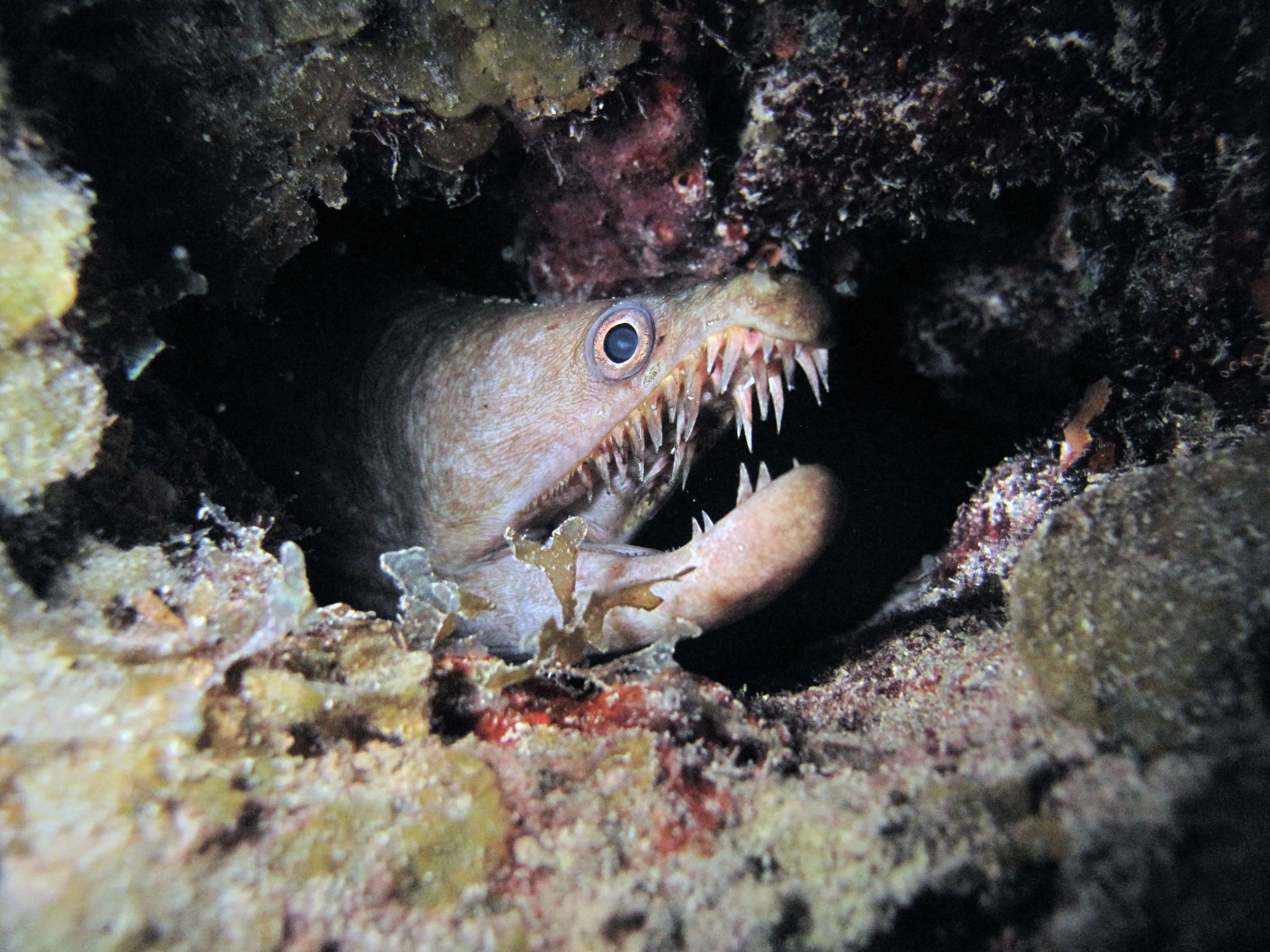
Enchelycore nigricans

Enchelycore nigricans — це мурена з роду Enchelycore, поширена в Атлантичному та Тихому океанах. Його довжина досягає 100 сантиметрів.